# Nationalarmee des Demokratischen Kampuchea

Fahne der Nationalarmee des Demokratischen Kampuchea

Die Nationalarmee des Demokratischen Kampuchea (Khmer: កងទ័ពជាតិកម្ពុជាប្រជាធិបតេយ្ goong top chit kambodschea brachip bpraka dai; englisch National Army of Democratic Kampuchea, kurz NADK) war der bewaffnete Arm der im Dezember 1979 gegründeten Partei des Demokratischen Kampuchea (PDK) der sogenannten Roten Khmer.
Die NADK bekämpfte im Kambodschanisch-Vietnamesischen Krieg die in Kambodscha stationierten Truppen von Vietnam und die Truppen der pro-vietnamesischen Volksrepublik Kampuchea. Die NADK wurde primär von China, aber auch von westlichen Staaten und Thailand unterstützt. Offizieller Führer der NADK war der Rote-Khmer-Funktionär Son Sen. Einen starken Einfluss übte jedoch der 1985 offiziell zurückgetretene Generalsekretär der Kommunistischen Partei Kampucheas bzw. Partei des Demokratischen Kampuchea Pol Pot aus.

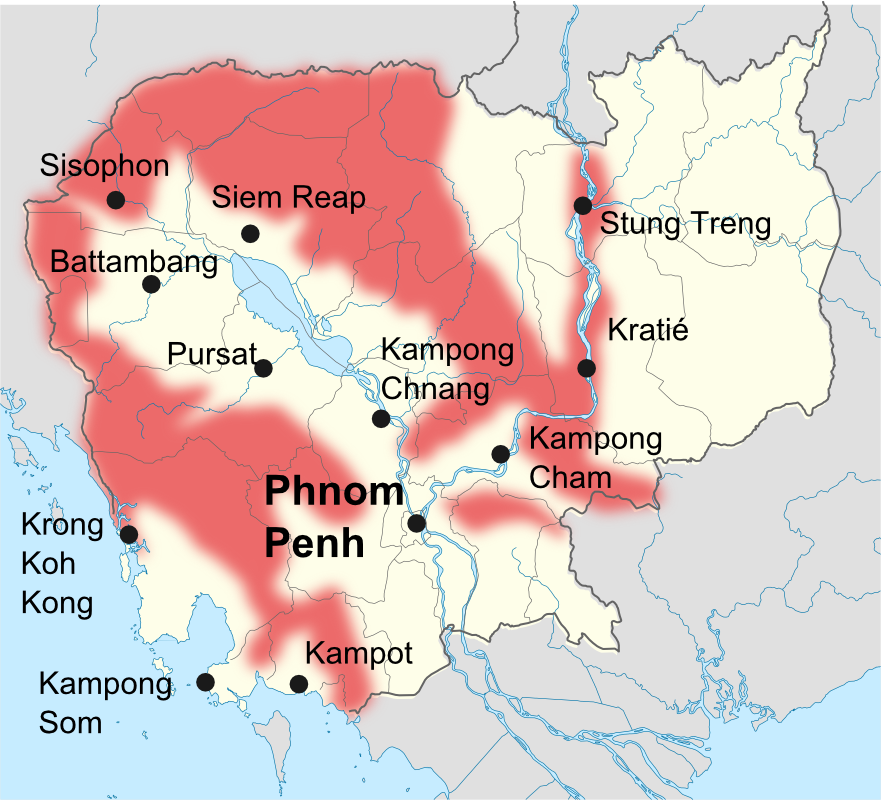
Operationsgebiet der Nationalarmee des Demokratischen Kampuchea 1989/1990

Die NADK setzte sich aus den Teilen der Kambodschanische Revolutionsarmee, welche 1979 vor den vietnamesischen Truppen an die thailändische Grenze flüchten konnten, zusammen. Neue Rekruten wurden in den thailändischen Flüchtlingslagern und in den von der PDK gehaltenen Gebieten rekrutiert. Die NADK setzte auch Kindersoldaten ein. Die NADK war die kampf- und mitgliederstärkste bewaffnete Gruppierung der 1982 im Exil in Peking gebildeten Koalitionsregierung des Demokratischen Kampuchea. Die beiden anderen bewaffneten Gruppierungen (die KPLNF und die FUNCINPEC) wurden nach einer Trockenzeitoffensive 1985 von Vietnam militärisch ausgeschaltet.
Anfang der 1990er-Jahre kontrollierte sie noch große Teile des Landes und hatte eine Stärke von 50.000 Mann. Auch nach dem Vertrag von Paris 1991 kämpfte sie ab 1992 gegen die Friedenstruppen der Vereinten Nationen (UNTAC) und gegen die neue Koalitionsregierung des 1993 wiedergegründeten Königreiches Kambodscha. Die NADK wurde zum bewaffneten Arm der 1994 gebildeten Gegenregierung Provisional Government of National Union and National Salvation of Cambodia erklärt. Sie löste sich zwischen 1996 und 1998 auf, nachdem ganze Divisionen zu den Regierungstruppen übergelaufen waren. Ende 1998 verfügte sie nur noch über 2.000 Kämpfer, die sich auf den Bezirk Anlong Veng (Provinz Oddar Meanchey) an der Nordgrenze zu Thailand konzentrierten.